# Antytrojan
Antytrojan – program komputerowy, którego zadaniem jest wykrywanie, zwalczanie, usuwanie i zabezpieczanie systemu przed końmi trojańskimi, a często także naprawianie w miarę możliwości wywołanych przez infekcję uszkodzeń. Funkcję takiego programu współcześnie zajmuje program antywirusowy.
Antytrojany często są wyposażone w dwa niezależnie pracujące moduły, przy czym różni producenci stosują różne nazewnictwo:
- skaner – bada pliki na żądanie lub co jakiś czas, służy do przeszukiwania zawartości dysku;
- monitor/skaner rezydentny – bada pliki ciągle w sposób automatyczny. służy do kontroli bieżących operacji komputera.

Antytrojan powinien również mieć możliwość aktualizacji definicji nowo odkrytych trojanów, najlepiej na bieżąco, przez pobranie ich z Internetu, ponieważ dla niektórych systemów operacyjnych codziennie pojawia się ich dosyć dużo.
Widoczna jest tendencja do integracji narzędzi do ochrony komputera. Kiedyś był to jedynie skaner, który wyszukiwał trojany, początkowo na podstawie sygnatur znanych trojanów, a potem także typujący pliki jako zawierające podejrzany kod za pomocą metod heurystycznych.